# Fontenais
Fontenais est une commune suisse du canton du Jura.

## Histoire

Photo aérienne (1950)

Le 1er janvier 2013, l'ancienne commune de Bressaucourt a fusionné avec celle de Fontenais.

## Monuments et curiosités
- L'église St Pierre et St Paul
- Le château[3], construit au milieu du XVIIIe s. avec ses bulbes surmontant des tours rondes, est une création du rococo[4].
- La Chapelle de Saint-Croix
- Le Pâturage de Calabri
- L'Église de Bressaucourt

## Personnalités
- Alexandre Voisard, poète
- Yannis Voisard, cycliste